# Kill Kill Kill (Jerry's Kids)
Kill Kill Kill è il secondo album di studio del gruppo hardcore punk statunitense Jerry's Kids, pubblicato nell'ottobre 1989 da Taang! Records. Con questo disco la band si spostò verso lo speed metal, sciogliendosi tuttavia pochi mesi dopo.
L'album fu in seguito ripubblicato con tutte le tracce del precedente Is This My World? come bonus track.

## Tracce
1. Torn Apart - 3:44
2. Need Some - 2:49
3. Breathe and Fuck - 5:03
4. Fire - 3:09
5. Bad Trip - 2:08
6. Back Off - 2:28
7. Tired Eyes - 4:15
8. Spymaster (La Peste) - 2:45
9. Right Now - 3:49
10. Satan's Toy - 6:36
11. Twisted Brain - 3:20
12. My Machine Gun - 2:29
13. Satan's Toy (Reprise) - 2:54

### Bonus track[3]
1. I Don't Belong - 1:44
2. Cracks in the Wall - 1:19
3. Tear It Up - 1:04
4. Crucify Me - 1:56
5. Break the Mold - 1:34
6. Raise the Curtain - 3:35
7. Vietnam Syndrome - 1:41
8. Build Me a Bomb - 1:58
9. New World - 2:14
10. Lost - 3:12
11. No Time - 1:38
12. Is This My World? - 2:03

## Formazione[3]
- Rick Jones - voce, basso
- Bob Cenci - chitarra, artwork
- Dave Aronson - chitarra
- Jack Clark - batteria

### Crediti[4]
- David Buck - layout
- J.J. Gonson - fotografia
- Jane Guilck - artwork, grafica
- Mikey Riley Lancelot McKenzie - logo